# Lithocarpus arcaulus
Lithocarpus arcaulus (Buch.-Ham. ex D.Don) C.C.Huang & Y.T.Chang – gatunek roślin z rodziny bukowatych (Fagaceae Dumort.). Występuje naturalnie w Nepalu oraz południowych Chinach (w Tybecie i Junnanie). 

## Morfologia
PokrójZimozielone drzewo dorastające do 30 m wysokości.
LiścieBlaszka liściowa jest nieco skórzasta, omszona od spodu i ma kształt od owalnie eliptycznego do podługowatego. Mierzy 10–20 cm długości oraz 5–8 cm szerokości, jest całobrzega, ma klinową nasadę i spiczasty wierzchołek. Ogonek liściowy jest owłosiony i ma 15 mm długości.
OwoceOrzechy o stożkowatym kształcie, dorastają do 14–20 mm długości i 15–20 mm średnicy. Osadzone są pojedynczo w płaskich miseczkach, które mierzą 15–20 mm średnicy.

## Biologia i ekologia
Rośnie w wiecznie zielonych lasach. Występuje na wysokości od 1100 do 2300 m n.p.m. Kwitnie od maja do czerwca, natomiast owoce dojrzewają od września do października.